# Ministère de la Défense nationale (Algérie)
Pour les articles homonymes, voir Ministère de la Défense.
Le ministère de la Défense nationale (en arabe: وزارة الدفاع الوطني), en abrégé par MDN est la structure administrative gouvernementale de l'État algérien responsable de la politique de défense militaire et de l'organisation ainsi que la gestion permanente des forces armées algériennes.
Il est souvent surnommé « Tagarins » du fait de son installation dans le quartier de Tagarins, dans la Casbah, Alger.

## Historique
Du 5 mai 2003 jusqu'à sa démission le 2 avril 2019, le président Abdelaziz Bouteflika (constitutionnellement chef suprême des armées) occupe le poste de ministre de la Défense nationale. Le ministère a néanmoins été dirigé par le général-major Abdelmalek Guenaizia qui fut ministre délégué de la Défense nationale de 2005 à 2013, puis par le général de corps d'armée Ahmed Gaïd Salah de 2013 à 2019 qui fut vice-ministre.

## Missions et attributions
Le président de la République est le chef suprême des forces armées.
Le ministre de la Défense nationale est responsable de la préparation et de la mise en œuvre de la politique de Défense. Il est en particulier chargé de l'infrastructure militaire comme de l'organisation, de la gestion, de la mise en condition d'emploi et de la mobilisation des Forces armées.
Il a autorité sur les forces armées et leurs services. Il veille à ce que les forces armées disposent des moyens nécessaires à leur entretien, leur équipement et leur entraînement. Il est responsable de leur sécurité.
Il est également chargé :
- de la prospective de Défense ;
- de la politique industrielle et de recherche et de la politique sociale propres au secteur de la Défense.

## Organisation

### Ministre
Depuis décembre 2019, le poste du ministre de la Défense nationale est occupé par Abdelmadjid Tebboune.
Dans l'exercice de ses attributions, le ministre de la Défense nationale est assisté par :
- le chef d'État-Major de l'Armée nationale populaire ;
- le secrétaire général du ministère.

### Administration centrale
Les organismes militaires faisant partie de l'administration centrale du ministère de la Défense nationale sont sous l'autorité du chef d'État-Major (sauf mention contraire) :
1. état-major :
  1. l'État-Major de l'Armée nationale populaire, sous l'autorité du chef d'État-Major; relèvent de celui-ci les organismes suivants :
    - l'Inspection générale des forces armées ;
    - la direction central des services de santé militaire (DCSSM), sous l'autorité du ministre pour l'exercice de ses attributions relatives à la contribution du service de santé militaire à la politique de santé publique)[5] ;
    - la direction centrale des carburants ;
    - la direction interarmées des réseaux d'infrastructure et des systèmes d'information de la Défense ;
    - la direction centrale du service du commissariat des armées ;
    - le service de la trésorerie aux forces armées ;

  2. le commandement des Forces terrestres, sous l'autorité du commandant des Forces terrestes ; relèvent de celui-ci les organismes suivants :
    - l'inspection des forces terrestres ;
    - la direction centrale du matériel terrestre ;

  3. le commandement des forces navales, sous l'autorité du commandant des Forces navales ; relèvent de celui-ci les organismes suivants :
    - l'inspection des forces navales ;
    - la direction centrale du service de soutien de la flotte ;

  4. le commandement des forces aériennes, sous l'autorité du commandant des Forces aériennes ; relèvent de celui-ci les organismes suivants :
    - l'inspection des forces aériennes ;
    - la direction centrale du service industriel de l'aéronautique ;

  5. le commandement des Forces de défense aérienne du territoire, sous l'autorité du commandant des Forces de défense aérienne du territoire; relèvent de celui-ci les organismes suivants :
    - l'inspection des forces de défense aérienne du territoire ;
    - la direction centrale du matériel ;
2. le Commandement de la Garde républicaine
3. le Commandement de la Gendarmerie nationale détenu par Sid Ahmed Bourommana depuis avril 2025 ;
4. le contrôle général des forces armées (sous l'autorité du ministre pour l'assister dans la direction du ministère) ;
5. le service de la poste interarmées ;
6. le bureau enquêtes accidents « Défense transports terrestres », le bureau enquêtes accidents « Défense mer » et le bureau enquêtes accidents « Défense air », placés respectivement auprès des officiers généraux des forces terrestres, navales et aériennes, inspecteurs généraux des forces armées ;
7. les organismes militaires et services interarmées rattachés au chef d'État-Major ;
8. le bureau des officiers généraux ;
9. la direction centrale de la sécurité de l'armée (DCSA) ;
10. la direction centrale des services de santé militaire (DCSSM), sous l'autorité du ministre pour l'exercice ;
11. la direction de la protection des installations ;
12. la direction de la sécurité aéronautique d'État ;
13. la direction de la justice militaire.

Les autres organismes faisant partie de l'administration centrale du ministère de la Défense sont :
1. la direction générale de l'Armement, sous l'autorité du délégué général pour l'Armement ; celui-ci a autorité sur les organismes suivants :
  - la direction des opérations ;
  - la direction de la stratégie ;
  - la direction du développement international ;
  - la direction technique ;
  - la direction des plans, des programmes et du budget ;
  - la direction des ressources humaines ;
  - le service central de la modernisation et de la qualité ;
  - le service de la sécurité de défense et des systèmes d'information ;
  - le département central d'information et de communication ;
  - l'agence de l'innovation de défense ;
  - l'inspection de l'Armement ;
2. le secrétariat général pour l'administration, sous l'autorité du secrétaire général ; celui-ci a autorité sur les organismes suivants :
  - la direction des affaires financières ;
  - la direction des ressources humaines du ministère de la Défense et l'agence de reconversion de la Défense ;
  - la direction des affaires juridiques ;
  - la direction des patrimoines, de la mémoire et des archives ;
  - la direction du service national ;
  - la direction centrale du service d'infrastructure de la Défense ;
  - la sous-direction du pilotage des ressources humaines et financières ;
3. la direction générale des relations internationales et de la stratégie du ministère de la Défense nationale ;
4. la direction générale des transmissions, des systèmes d'information et du numérique ;
5. la délégation à l'information et à la communication de la Défense ;
6. la direction centrale de l'industrie militaire ;
7. la sous-direction des cabinets.

### Établissements publics
Les établissements publics placés sous la tutelle du ministre de la Défense ont le statut d'Établissement public à caractère administratif sauf mention contraire ; il s'agit de :
- Grandes écoles d'ingénieurs :
  - l'École militaire polytechnique
- Musées, sociétés savantes :
  - le musée central de l'Armée
- Autres organismes :
  - l'établissement militaire de production audiovisuelle

## Situation
Composé de plusieurs bâtiments sur une superficie dépassant les 5 hectares, il est situé dans le quartier des Tagarins près de l'hôtel El Aurassi dans la commune de la Casbah à Alger.

## Liste des ministres de la Défense
| Ministre                                                                      | Photographie         | Mandat            | Mandat           | Gouvernement |
| Ministre                                                                      | Photographie         | Début             | Fin              | Gouvernement |
| ----------------------------------------------------------------------------- | -------------------- | ----------------- | ---------------- | --- |
| Krim Belkacem                                                                 | Krim Belkacem        | 19 septembre 1958 | 18 janvier 1960  | Gouvernement provisoire algérien I |
| Houari Boumédiène                                                             | Houari Boumédiène    | 27 septembre 1962 | 27 décembre 1978 | Gouvernement Ben Bella I, II et III Gouvernement Boumédiène I, II, III et IV |
| Chadli Bendjedid                                                              | Chadi Bendjedid      | 8 mars 1979       | 15 juillet 1980  | Gouvernement Abdelghani I Gouvernement Brahimi I et II Gouvernement Merbah Gouvernement Hamrouche |
| Chadli Bendjedid                                                              | Chadi Bendjedid      | 22 janvier 1982   | 25 juillet 1990  | Gouvernement Abdelghani I Gouvernement Brahimi I et II Gouvernement Merbah Gouvernement Hamrouche |
| Khaled Nezzar                                                                 |                      | 25 juillet 1990   | 10 juillet 1993  | Gouvernement Hamrouche Gouvernement Ghozali I et II Gouvernement Abdesslam |
| Liamine Zéroual                                                               | Liamine Zéroual      | 10 juillet 1993   | 27 avril 1999    | Gouvernement Abdesslam Gouvernement Malek |
| Le chef d'état-major, Mohamed Lamari, dirige le ministère par délégation.     |                      |                   |                  | |
| Abdelaziz Bouteflika                                                          | Abdelaziz Bouteflika | 17 juin 2002      | 2 avril 2019     | Gouvernement Benflis III Gouvernement Ouyahia III, IV et V Gouvernement Belkhadem I et II Gouvernement Ouyahia VI, VII, VIII et IX Gouvernement Sellal I, II, III et IV Gouvernement Tebboune Gouvernement Ouyahia X Gouvernement Bedoui |
| Le vice-ministre de la Défense, Ahmed Gaïd Salah, est à la tête du ministère. |                      |                   |                  | |
| Abdelmadjid Tebboune                                                          | Abdelmadjid Tebboune | 19 décembre 2019  | en fonction      | Gouvernement Bedoui (intérim) Gouvernement Djerad I, II et III Gouvernement Benabderrahmane/Larbaoui Gouvernement Larbaoui II |